# ラヴィ・ティドハー
ラヴィ・ティドハー（Lavie Tidhar、ヘブライ語: לביא תדהר、1976年11月16日 - ）は、イスラエル生まれの作家。イギリスと南アフリカ共和国に長期間居住したほか、ラオス、バヌアツにも居住経験がある。2013年現在はロンドン在住。
2012年、長編Osamaで世界幻想文学大賞長編部門を受賞。2015年、長編『黒き微睡みの囚人』A Man Lies Dreamingでジャーウッド・フィクション・アンカヴァード賞を受賞。2017年、長編Central Stationでジョン・W・キャンベル記念賞とニューコム・インスティテュート・スペキュレイティヴ・フィクション文学賞を受賞。

## 生涯
イスラエルのキブツで育つ。15歳から世界中を旅しており、その経験は創作にも活かされている。アンソロジー・シリーズThe Apex Book of World SF Series（2009-14年）の編纂や、The World SF Blogの運営を通じて、世界SFの英語圏への紹介者としても活動している。

## 主な作品・主な受賞歴

### 長編
- Osama（PS Publishing, 2011）
  - 2012年 世界幻想文学大賞長編部門 受賞
- The Violent Century (Hodder & Stoughton, 2013)
  - 『完璧な夏の日』茂木健訳、創元SF文庫、2015年
- A Man Lies Dreaming (Hodder & Stoughton, 2014）
  - 『黒き微睡みの囚人』押野慎吾訳、竹書房文庫、2019年
  - 2015年 ジャーウッド・フィクション・アンカヴァード賞 受賞
- Central Station (Tachyon Publications, 2016）
  - 2018年 ニューコム・インスティテュート・スペキュレイティヴ・フィクション文学賞 受賞
  - 2017年 ジョン・W・キャンベル記念賞 受賞
- Neom（Tachyon Publications, 2022）
  - 『ロボットの夢の都市』 茂木健訳、東京創元社〈創元海外SF叢書〉、2024年

《ブックマン秘史》三部作
- 『革命の倫敦』The Bookman. Angry Robot Books, 2010（小川隆訳、ハヤカワ文庫SF、2013年）
- 『影のミレディ』Camera Obscura. Angry Robot Books, 2011（小川隆訳、ハヤカワ文庫SF、2013年）
- 『終末のグレイト・ゲーム』The Great Game. Angry Robot Books, 2012（小川隆訳、ハヤカワ文庫SF、2014年）

### その他
- 2012年 英国SF協会賞ノンフィクション部門 受賞（The World SF Blogに対して）